# Mtanana
Mtanana è una circoscrizione rurale (rural ward) della Tanzania situata nel distretto di Kongwa, regione di Dodoma. Conta una popolazione di 12 559 abitanti (censimento 2012).